# Casa de los Ingleses
La casa de los Ingleses, también llamada casa-museo de los Ingleses, es un edificio museístico situado en el municipio español de Punta Umbría, en la provincia de Huelva. La casa es una reconstrucción de las viviendas empleadas por los directivos de la Rio Tinto Company Limited en época estival. Se encuentra ubicada en el n.º 11 de la Avenida Ciudad de Huelva.

## Historia
Hacia finales del siglo XIX la zona de Punta Umbría concitó el interés de la Rio Tinto Company Limited (RTC), que levantó una serie de casas con fines curativos. Los directivos de la compañía y sus familias se trasladaban a esta área durante la época veraniega. Entre 1882 y 1918 la RTC levantó unas catorce casas para su uso como balneario. La mayoría de estas fueron desmanteladas durante la segunda mitad del siglo XX, en el contexto del desarrollo urbanístico de la zona. El edificio actual fue levantado en 2002 bajo la dirección de los arquitectos M. González Vílchez y C. González García de Velasco, quienes se inspiraron en un proyecto de 1917 para las casas número 13 y 14.
La casa-museo dispone de una sala para proyecciones audiovisuales y de un área expositiva.